# 2024年P. LEAGUE+總冠軍賽
2024年P. LEAGUE+總冠軍賽是P. LEAGUE+（PLG）2023-24賽季總冠軍系列賽以及2024年季後賽最後一輪系列賽，比賽採用七戰四勝制總冠軍賽。由桃園璞園領航猿對戰新北國王，系列賽於2024年6月9日至6月20日進行，總冠軍賽新增公視+轉播管道。6月20日，新北國王以4比1擊退桃園璞園領航猿收下2023-24賽季年度總冠軍，總冠軍賽MVP由新北國王李愷諺獲得。

## 對陣圖
|  | 首輪 | 首輪           | 首輪 |          |   | 總冠軍賽       | 總冠軍賽 | 總冠軍賽 |  |
|  |      |                |      |          |   |                |          |          |  |
|  | 1    | 桃園璞園領航猿 | 4    |          |   |                |          |          |  |
|  | 1    | 桃園璞園領航猿 | 4    |          |   |                |          |          |  |
|  | 4    | 新竹御頂攻城獅 | 2    |          |   |                |          |          |  |
|  | 4    | 新竹御頂攻城獅 | 2    |          | 1 | 桃園璞園領航猿 | 1        |          |  |
|  |      |                |      |          | 1 | 桃園璞園領航猿 | 1        |          |  |
|  |      |                | 3    | 新北國王 | 4 |                |          |          |  |
|  | 2    | 福爾摩沙夢想家 | 3    | 新北國王 | 4 | 2              |          |          |  |
|  | 2    | 福爾摩沙夢想家 |      |          |   |                |          |          |  |
|  | 3    | 新北國王       | 4    |          |   |                |          |          |  |

粗體表示系列賽贏家

## 例行賽對戰紀錄
| 2023年11月19日 |

| 詳細數據 |

| 桃園璞園領航猿 113–123 新北國王 |

| 2023年11月25日 |

| 詳細數據 |

| 桃園璞園領航猿 92–98 新北國王 |

| 2023年12月9日 |

| 詳細數據 |

| 新北國王 107–86 桃園璞園領航猿 |

| 2023年12月17日 |

| 詳細數據 |

| 新北國王 90–100 桃園璞園領航猿 |

| 2024年2月18日 |

| 詳細數據 |

| 桃園璞園領航猿 112–97 新北國王 |

| 2024年3月2日 |

| 詳細數據 |

| 新北國王 87–94 桃園璞園領航猿 |

| 2024年4月28日 |

| 詳細數據 |

| 桃園璞園領航猿 76–94 新北國王 |

| 2024年5月15日 |

| 詳細數據 |

| 新北國王 90–92 桃園璞園領航猿 |

## 賽事過程

### 第一場
| 2024年6月9日 17:00 |

| 詳細數據 |

| 新北國王 89–82 桃園璞園領航猿                               |  |                                                                |
| 每節分數： 31–17、23–24、30–25、5–16                        |  |                                                                |
| 得分： 李愷諺（18） 篮板： 路易士（11） 助攻： 林書豪 （5） |  | 得分： 伯朗（17） 篮板： 伯朗 / 沃許本（9） 助攻： 白曜誠（7） |
| 新北國王以1比0拔得頭籌                                      |  |                                                                |

### 第二場
| 2024年6月12日 19:00 |

| 詳細數據 |

| 新北國王 70–90 桃園璞園領航猿                                    |  |                                                          |
| 每節分數： 16–14、7–27、25–27、22–22                             |  |                                                          |
| 得分： 林書豪（20） 篮板： 奧帝 / 曼尼高（8） 助攻： 林書豪（6） |  | 得分： 盧峻翔（18） 篮板： 伯朗（15） 助攻： 周儀翔（4） |
| 桃園璞園領航猿扳成1比1平手                                       |  |                                                          |

### 第三場
| 2024年6月15日 17:00 |

| 詳細數據 |

| 桃園璞園領航猿 82–83 新北國王                            |  |                                                                     |
| 每節分數： 23–21、24–23、26–19、9–20                     |  |                                                                     |
| 得分： 伯朗（22） 篮板： 沃許本（14） 助攻： 周儀翔（5） |  | 得分： 林書豪 / 林書緯（15） 篮板： 曼尼高（12） 助攻： 林書豪（4） |
| 新北國王以2比1領先                                       |  |                                                                     |

### 第四場
| 2024年6月17日 19:00 |

| 詳細數據 |

| 桃園璞園領航猿 82–90 新北國王                                                      |  |                                                           |
| 每節分數： 29–29、19–20、13–24、21–17                                              |  |                                                           |
| 得分： 沃許本（19） 篮板： 沃許本 / 伯朗 / 密克斯（7） 助攻： 密克斯 / 白曜誠（3） |  | 得分： 奧帝（28） 篮板： 路易士（11） 助攻： 林書緯（11） |
| 新北國王以3比1聽牌                                                                 |  |                                                           |

### 第五場
| 2024年6月20日 19:00 |

| 詳細數據 |

| 新北國王 103–97 桃園璞園領航猿（OT）                              |  |                                                            |
| 每節分數： 22–22、30–19、28–26、5–18、： 18–12                    |  |                                                            |
| 得分： 林書緯 / 李愷諺（17） 篮板： 奧帝（16） 助攻： 林書緯（7） |  | 得分： 盧峻翔（12） 篮板： 葛拉漢（13） 助攻： 白曜誠（6） |
| 新北國王以4比1奪得2023-24賽季年度總冠軍                           |  |                                                            |

## 球員名單
桃園璞園領航猿
新北國王